# Domenico Sedino
Domenico Sedino (Torino, 16 dicembre 1897 – ...) è stato un calciatore italiano.

## Carriera
Cresciuto nel Libertas Genova, passa nel 1913 alla Società Ginnastica Raffaele Rubattino. Con i cadetti del Rubattino ottiene il quarto posto nel girone ligure della Promozione 1913-1914.
Nel 1914 è al Genoa dove conquista il campionato 1914-1915, benché sceso in campo una sola volta, nella vittoria esterna del 16 maggio 1915 contro l'Inter per tre ad uno.
La vittoria del torneo verrà però assegnata solo al termine della Grande Guerra che, aveva causato l'interruzione del campionato 1914-1915.
Con i rossoblu disputa anche la Coppa Federale 1915-1916.
Dopo la prima guerra mondiale è tra le file della Corniglianese, club nel quale disputa la Terza Divisione.
Nella stagione 1920-1921 torna tra le file del Genoa dove giocherà solo nell'esordio stagionale del club rossoblu contro la Sestrese il 30 ottobre 1920.
La stagione seguente passa alla Sampierdarenese, club con il quale raggiunse la finale scudetto del campionato 1921-1922 organizzato dalla FIGC.
Gioca con la maglia del Corniglianese nella stagione 1924-1925, e la stagione 1926-1927.

## Palmarès

### Club

#### Competizioni nazionali
- Campionato italiano: 1

Genoa: 1914-1915